# Paragathotanais typicus
Paragathotanais typicus är en kräftdjursart som beskrevs av Lang 1971. Paragathotanais typicus ingår i släktet Paragathotanais och familjen Agathotanaidae. Inga underarter finns listade i Catalogue of Life.